# Apagón de India de 2012

Áreas afectadas los dos días (30 y 31 de julio
Áreas afectadas un día (31 de julio)

El apagón de India de 2012 fue el mayor fallo en una red eléctrica de la historia del país. Sucedió de manera independiente los días 30 y 31 de julio de 2012. El fallo eléctrico se suscitó en 22 estados del norte, este y noreste del país afectó a más de 620 millones de ciudadanos, alrededor del 9% de la población mundial, o lo que es lo mismo, la mitad de la población de la India. Cerca de 32 gigavatios fueron cortados por el apagón.
El primero de los apagones tuvo lugar el 30 de julio a las 02:35 hora local (UTC 21:05 del 29 de julio) que afectó a siete estados del país y a una población de 370 millones de personas. Al día siguiente, un nuevo apagón, esta vez de mayor envergadura, llegó a afectar a veinte de los veintinueve estados de la India y más de 600 millones de ciudadanos se vieron afectados (más de la mitad de la población del país).
La electricidad fue restaurada en las localidades afectadas entre el 31 de julio y el 1 de agosto de 2012.

## Antecedentes
La infraestructura eléctrica de la India es considerada como poco fiable. La red del norte ya había sufrido un colapso en 2001. Se estima que el 32% de la energía generada en el país se pierde en la transmisión o es robada. Asimismo, dicha infraestructura se queda corta en un 10% para alcanzar la demanda nacional de energía. La India sufre habituales apagones que suelen durar hasta 10 horas. Además, cerca del 25% de la población, unas 330 millones de personas, no tienen acceso a la electricidad. Se estima que a la India le quedan décadas para llegar a conseguir abastecer su demanda interna de electricidad.  
En el verano de 2012, antes de los apagones del 30 y 31 de julio, el calor intenso había llevado a la red eléctrica a niveles extremos nunca vistos en la capital, Nueva Delhi. Debido a la tardía llegada de los monzones, las zonas agrarias de los estados indios del Punyab y Haryana demandaron más suministro eléctrico del habitual para la irrigación de los arrozales. Asimismo, y como consecuencia de la llegada tardía de los monzones a la india, las plantas hidroeléctricas generaron menos de su producción habitual para esas fechas. 

## Secuencia del apagón

### 30 de julio
A las 02:35 hora local (UTC 21:05 del 29 de julio) del 30 de julio de 2012, la red de 400 kV de Bina-Gwalior falló. Esta línea forma parte de la red de transmisión eléctrica de Agra-Bareilly por lo que el fallo en Bina-Gwalior supuso el colapso de toda la red interconectada. Todas las grandes estaciones de transmisión eléctrica fueron cerradas en las áreas afectadas, causando una escasez de energía de 32 gigavatios. Funcionarios estatales describieron el apagón como "el peor de la década". 
Ese mismo día, el ministro de Energía Sushil Kumar Shinde manifestó que se desconocía la causa exacta del apagón, pero que en el momento del colapso, el uso eléctrico estaba "por encima de lo normal". Especuló con la idea de que ciertos estados habían estado intentando obtener más energía de la permitida debido a la mayor demanda poblacional. El portavoz de la empresa pública Power Grid Corporation of India Limited (PGCIL) dijo que Uttar Pradesh, Punjab y Haryana fueron los estados responsables del apagón. El jefe de PGCIL manifestó que el servicio eléctrico se restauró en un "tiempo récord".
Más de 300 millones de personas, el 25% de la población total de la India, se quedaron sin energía. La red de ferrocarriles y varios aeropuertos se vieron obligados a cerrar hasta las 08:00 hora local (UTC 02:30). El aeropuerto con mayor tráfico aéreo en el norte de la India, el Aeropuerto Internacional Indira Gandhi de Delhi, consiguió permanecer abierto al abastecerse de su propia energía de reserva a los 15 segundos del fallo en la red. El apagón originó un caos en la hora punta de la mañana de ese lunes, ya que los trenes de cercanías no funcionaban y las señales de tráfico se encontraban inoperativas. Los trenes se mantuvieron parados de tres a cinco horas. Varios hospitales informaron de interrupciones en los servicios de atención médica, mientras otros tuvieron que hacer uso de generadores propios de electricidad. Las plantas de tratamiento de agua fueron también cerradas durante varias horas y millones de ciudadanos se vieron imposibilitados para sacar agua de pozos de funcionamiento eléctrico. 
La Asociación de Cámaras de Comercio e Industria de la India sostuvo que el apagón había "impactado severamente" los negocios, dejando a muchas empresas cerradas. Las refinerías de petróleo en Panipat, Mathura y Bhatinda se mantuvieron abiertas debido a que estas plantas no dependen de la infraestructura estatal de red eléctrica al disponer todas ellas de sus propias estaciones generadoras de energía. 
Se tardó 15 horas en restablecer el 80% del servicio eléctrico.

### 31 de julio
El sistema volvió a fallar de nuevo a las 13:02 hora local (UTC 07:32). Esta vez se debió a un problema con un relé cerca del Taj Mahal. Como consecuencia de ello, las plantas de electricidad de las zonas afectadas se quedaron inoperativas. La empresa pública NTPC Ltd. dejó de producir un 38% de energía. En esta ocasión, más de 600 millones de personas (casi la mitad de la población de la India), en 22 de los 28 estados de la India, se vieron afectados por el apagón y se quedaron sin energía.  
Más de 300 trenes de pasajeros de media distancia y de cercanías sufrieron parones. El metro de Delhi suspendió su servicio en sus seis líneas y tuvo que evacuar a los pasajeros atrapados en mitad del trayecto entre estaciones, con la ayuda de la Autoridad de Delhi para la Gestión de Emergencias.  
Cerca de 200 mineros se quedaron atrapados en el subsuelo en el este de la India debido al no funcionamiento de los ascensores de la mina. No obstante, funcionarios estatales aseguraron que todos ellos fueron rescatados a salvo.  
La Autoridad Nacional para la Gestión de Emergencias (ANGE), no competente habitualmente para investigar los casos de apagones, fue investida de tal competencia debido a la amenaza real que suponía ya el segundo apagón para las infraestructuras básicas del país como su red ferroviaria, la red de metro, los ascensores de los rascacielos así como el tráfico rodado de vehículos. 
Los siguientes estados se vieron afectados por el fallo en la red: 
- Estados del norte: Delhi, Haryana, Himachal Pradesh, Jammu y Cachemira, Punjab, Rajasthan, Uttar Pradesh, Uttarakhand.
- Estados del este: Bihar, Jharkhand, Orissa, Bengala Occidental.
- Estados del noroeste: Arunachal Pradesh, Assam, Manipur, Meghalaya, Mizoram, Nagaland, Sikkim.

Las siguientes regiones no sufrieron directamente el apagón: 
- Narora y Simbhaoli en Uttar Pradesh.
- Partes de Delhi como Badarpur.
- Áreas cuyo suministro eléctrico proviene de las plantas de energía de Sterlite y Thermal (la mayor parte occidental de Orissa).
- La mayor parte del área metropolitana de Calcuta (sistema CESC).

El día 2 de agosto, el estado de Uttar Pradesh recibía ya un suministro de 7 gigavatios, oscilando su demanda entre los 9 y 9.7 gigavatios. 

## Red independiente de electricidad
Anterior al colapso de julio de 2012, el sector privado de la India había gastado 29 mil millones de dólares en construir sus propias plantas independientes generadoras de electricidad para que sus fábricas no tuvieran que depender del ineficaz sistema nacional de infraestructura eléctrica. Las cinco grandes consumidoras de energía de la India tienen su propio suministro eléctrico. Las empresas indias generan con sus propias plantas independientes 35 gigavatios de energía y tienen planeado añadir otros 33 gigavatios adicionales de capacidad. 
Varias localidades no incluidas en la red de electricidad nacional no se vieron afectadas, como Meerwada o Madhya Pradesh. Esta última dispone de una planta solar fotovoltaica de 14kW construida por una empresa de los Estados Unidos por 125.000 dólares.

## Reacciones
Durante el día del colapso, el ministro de Energía Sushil Kumar Shinde constituyó una comisión de tres miembros para investigar las causas del apagón con un plazo de 15 días para realizar su informe. Como respuesta a las críticas, Kumar Shinde sostuvo que India no se encontraba sola en cuanto a fallos en la red eléctrica nacional y puso como ejemplos los apagones de Estados Unidos (en California y Arizona, año 2011) y de Brasil y Paraguay (acaecido en 2009) sucedidos en los años precedentes. 
El Washington Post describió el apagón como una razón de peso más para que los planes de mejora de la red eléctrica por parte del primer ministro indio Manmohan Singh, valorados en 400.000 millones de dólares, siguieran adelante. Dicho plan tiene como objetivo añadir 76 gigavatios para el año 2017, parte de los cuales se conseguirán a través de plantas nucleares.
Rajib Kumar, secretario general de la Federación India de las Cámaras de Comercio e Industria dijo: "Una de las razones principales del colapso en la red eléctrica recae en la gran diferencia entre oferta y demanda de energía. Hay una necesidad urgente de reforma del sector de la energía y de mejora de las infraestructuras para llegar a alcanzar los retos de una economía en crecimiento."
El 1 de agosto de 2012, el nuevo ministro de Energía Moodbidri Veerappa Moily mantuvo que: "Lo primero es estabilizar la red eléctrica. Para ello trabajaremos con la estrategia adecuada." No quiso culpar a ningún estado como sí hizo su predecesor.
Team Anna (movimiento de India Contra la Corrupción), un grupo de apoyo al activista anticorrupción Anna Hazare, denunció que este apagón fue deliberado, por parte de Sharad Pawar, y que formaba parte de una conspiración para suprimir el rápido crecimiento del movimiento surgido el 25 de julio de 2012 para llevar a buen puerto el Proyecto de Ley Jan Lokpal, un texto anticorrupción.
Varias fuentes tecnológicas, así como el USAID, manifestaron que apagones de esta magnitud pueden ser prevenidos integrando redes de generación distribuida.

## Investigación
Como miembros de la comisión de investigación fueron nombrados S.C. Srivastava, A. Velayutham y A.S. Bakshi. Formalizaron su informe el 16 de agosto de 2012. Concluyeron que cuatro factores fueron los responsables de los apagones del 30 y 31 de julio:
- Débil transmisión interregional de energía debido a los múltiples apagones (tanto previstos como forzados).
- Excesiva carga de energía en la red de 400 kV de Bina-Gwalior-Agra.
- Respuesta inadecuada de las instituciones competentes en materia de desastres para mitigar los daños en las regiones afectadas.
- Pérdida de 400 kV en Bina-Gwalior como consecuencia del mal funcionamiento de su sistema de protección.

La comisión ofreció asimismo una serie de recomendaciones para prevenir futuros apagones, entre las cuales se encontraba la auditoría de los sistemas de protección.